# 20th Century Masters: The Millennium Collection: The Best of Michael Jackson
20th Century Masters: The Millennium Collection: The Best of Michael Jackson è una compilation della superstar statunitense Michael Jackson, pubblicata il 21 novembre 2000.

## Tracce
1. Got to Be There – 3:26
2. I Wanna Be Where You Are – 2:59
3. Rockin' Robin – 2:34
4. People Make the World Go 'Round – 3:17
5. With a Child's Heart – 3:35
6. Happy (Love Theme from Lady Sings the Blues) – 3:29
7. Ben – 2:47
8. We're Almost There – 3:46
9. Just a Little Bit of You – 3:15
10. One Day in Your Life – 4:20
11. Music and Me – 2:37